# Thielenbach

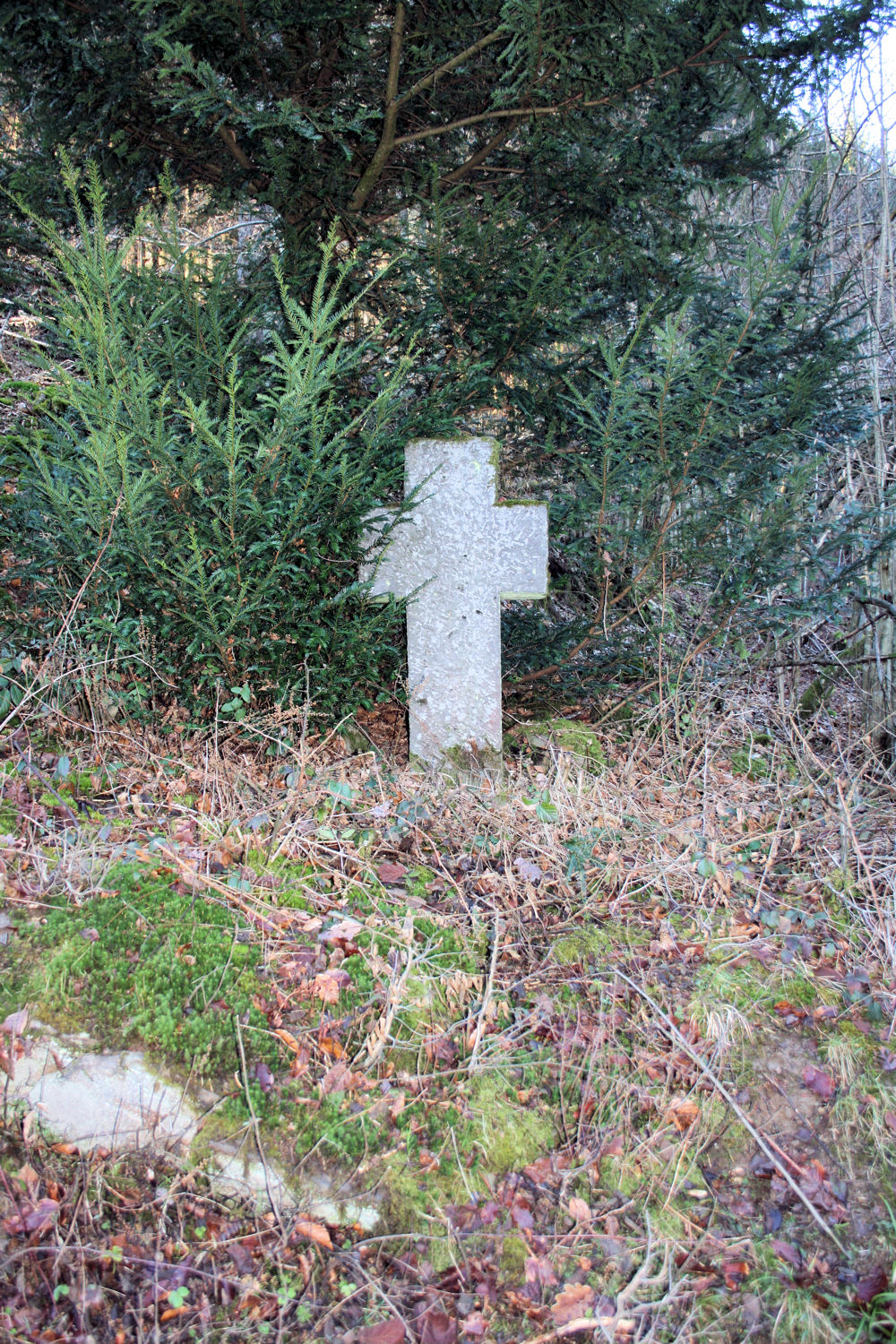
Das frühere Holzkreuz wurde 1961 durch ein Steinkreuz ersetzt. An dieser Stelle verstarb 1919 der Wilderer Joseph Weber aus Bourauel.

Thielenbach ist ein untergegangenes Gehöft in der Gemeinde Eitorf im Rhein-Sieg-Kreis, welches erstmals 1436 als Flur Tyllenbach erwähnt wurde und von zumindest 1597 bis zur Bergischen Gerichtsverfassung 1744  Mittelpunkt einer eigenen Honnschaft war.
Das am gleichnamigen Bach gelegene Gehöft im Waldgebiet des Nutscheid oberhalb von Bourauel wurde 1465 als Tielbach probe Buyrauel benannt. Andere Schreibweisen waren später en d´r Tielemich, Tielen-, Tillen- oder Thelenbach.
Der Hof wurde aufgrund der Fähigkeiten seines Besitzers Verwaltungssitz einer Honschaft (Hundertschaft) und hatte somit Sonderrechte und Freiheiten, aber auch Sonderaufgaben bei der Armenfürsorge zu leisten. Am 15. August 1829 hatte Thielenbach selbst elf Einwohner, 1843 waren es acht.
Nachdem der Hof untergegangen war, erlangte das Tal letztmals Bedeutung, als 1919 ein Wilderer von Förstern erschossen wurde. Da es bereits kurz zuvor bei einem solchen Vorfall auf der Eitorfer Schweiz zu Gewalttätigkeiten in der Bevölkerung gekommen war, wurden die Förster versetzt und Militär angefordert. Hierdurch wurde Eitorf trotz des Friedensvertrages von Versailles Standort für eine Militäreinheit.